# Игра Петрова

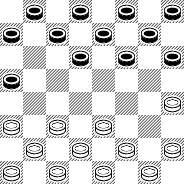
Табия дебюта Игра Петрова

Игра Петрова — дебют в русских шашках. Табия дебюта возникает после ходов 1.gh4 ba5.
Построение позиции носит симметричный характер, как показал еще А.Д. Петров (1827). Такая игра популярна среди начинающих.

## Ловушки в дебюте
Тонкие ловушки и внезапные комбинации с обеих сторон привлекают к этому дебюту даже мастеров.
1. gh4 ba5 2. fg3 cb6 3. ef4 fe5? 4. fg5! hf4 5. cd4! ec3 6. db4 ac3 7. fa5x

## Отказанные системы игры Петрова
При отказе черных от рельс начало переходит в начало Отказанная игра Петрова.
Раньше в теории рассматривались три главных варианта:
Отказанная система игры Петрова 1.gh4 fe5 2.ab4
Отказанная система игры Петрова 1.gh4 fg5 2.hf6 ge5
Отказанная система игры Петрова 1.gh4 bc5 2.cb4

## История
Впервые партию с таким началом приводил Александр Дмитриевич Петров в книге Руководство к основательному познанию шашечной игры, или Искусство обыгрывать всех в простыя шашки, 1827 год.
1.g3—h4 b6—a5, 2.f2—g3 c7— b6, 3.e3—f4 f6—g5, 4. h4:f6 e7: e3, 5. d2:f4 g7—f6, 6.g3—h4 f8— e7, 7.h2—g3 b6—c5, 8.g1—h2 c5—b4 9.a3: c5 d6:d2, 10.c1: e3 a7— b6 , 11.b2—c3 b6—c5, 12. a1—b2 b8—c7, 13. b2—a3 c7—d6, 14. e1—d2 a5—b4, 15. c3:a5 c5—d4, 16. e3:c5 d6:b4, 17. a3:c5 f6—g5, 18. h4:f6 e7:c1, 19. c5—d6 h6—g5, 20. d6—c7 d8: b6, 21. a5: c7 g5—h4, 22. c7—b8 h4:f2, 23. h2—g3 f2:h4, 24. b8—h2 c1—e3, 25. h2—e5 e3—a7, 26. e5—b8 a7— g1, 27. b8— h2 g1—d4, 28. h2—d6 d4— f6, 29. d6—f4 f6—d4, 30. f4— d6 h8— g7, 31. d6—f4 g7—f6, 32. f4—d6 d4— a7, 33. d6— b8 f6—g5, 34. b8—e5 a7—b8, 35. e5—a1
Играть  так  или  иначе зависит совершенно  от  произвола  каждого,  и нельзя  утвердительно сказать  какой ход лучше в начале игры.   Некоторые  стараются помещать  шашки свои на боковых местах или, что называется, ходить по уголкам; другие напротив    считают    за  лучшее ставить   их    по   средине    доски. Выгода и невыгода как сего так и другого способа состоит в том, что шашки, помещенные на крайних местах,   не так   скоро могут быть  разбиты,   за то меньше имеют   ходов   и скорее   могут быть стеснены;   шашки же, помещенные   по средине,   хотя   и более имеют  ходов, но подвержены большей опасности быть разбитыми. Однако ж, по мнению моему, гораздо лучше ставить их по средине, потому что этим можно стеснять игру противника.
Как показывает эта партия, это закрепленное теорией начало ранее игралось с дальнейшей симметричной игрой по уголкам. В полной форме симметрия возможна четырями полуходами 2.fg3 cb6, 3.ef4 dc5. Игра по уголкам характерна для начинающих игроков.

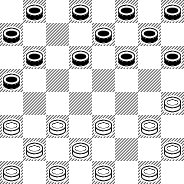
Позиция после ходов 2.fg3 cb6

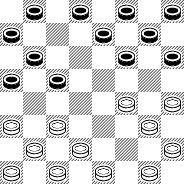
Позиция после ходов 3.ef4 dc5

Позиции имеют характерный рисунок шашек, откуда старинное название начала — игра по уголкам, ходить по уголкам, или предложенное теоретиком Панкратовым название дебют правых шашек.
Однако в литературе закрепилось не предложение Панкратова, не старинное название, а мемориальное. Современное название Игра Петрова дал Давыд Саргин, в 1880 году в журнале «Шахматный листок», аргументируя так:
Так начиналась игра 1-я в руководстве Петрова.
Саргина поддержал Харьянов:
Не лучше ли в память основателя русской шашечной А.Д. Петрова обозначить это начало игрой Петрова, как верно назвал его уважаемый Д.И. Саргин? Почтить память А.Д. Петрова хоть чем-нибудь было бы далеко не лишним